# Den vzniku Japonska
Den vzniku Japonska (japonsky 建国記念の日, Kenkoku kinen no hi) je státní svátek Japonska, který se slaví každoročně 11. února a který byl vyhlášen zvláštním nařízením vlády dne 9. prosince 1966. Datum 11. února je podle dvou nejstarších dochovaných japonských kronik Kodžiki a Nihonšoki dnem, kdy legendární první japonský císař Džimmu nastoupil v Kašihaře na trůn. V gregoriánském kalendáři se jedná o rok 660 př. n. l. V tento den si Japonci připomínají založení Japonska a císařské linie započaté legendárním císařem Džimmuem. Současně je 11. únor dnem vyhlášení Ústavy Meidži v roce 1889.

## Historie

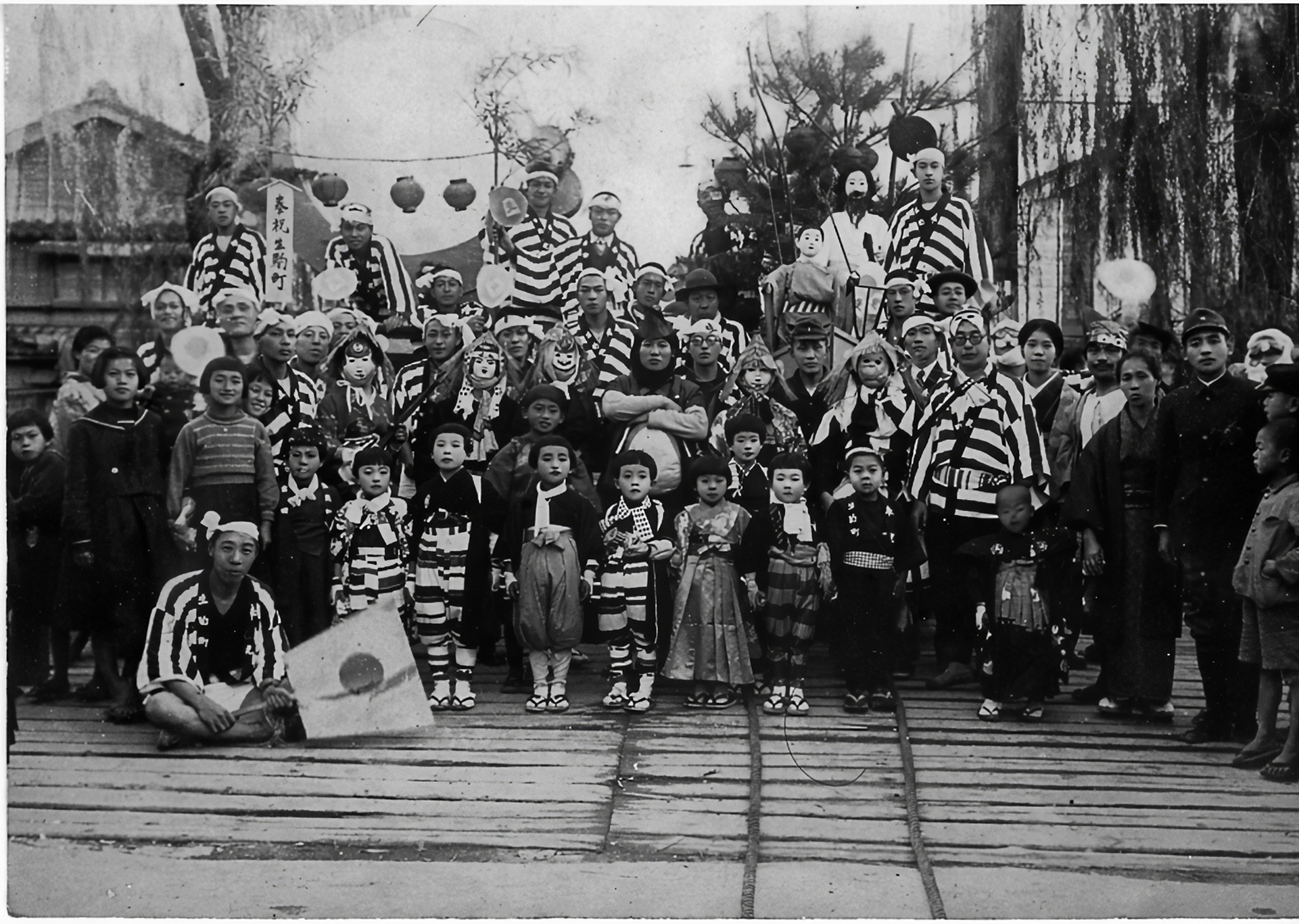
Oslava založení Japonska před rokem 1940

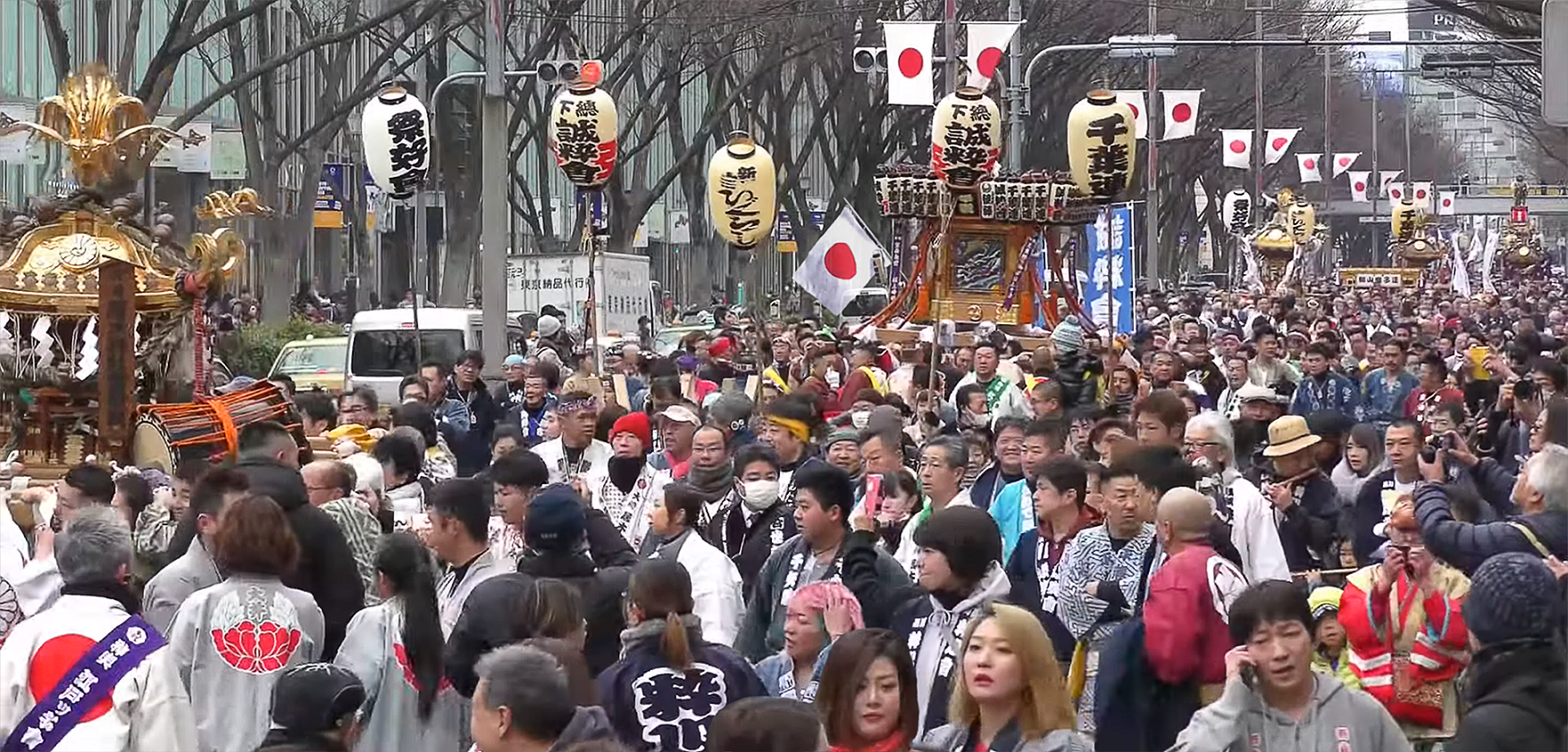
Průvod ke Dni vzniku Japonska v Tokiu v roce 2019

### Původ
Den vzniku Japonska má svůj původ v japonském Novém roce podle tradičního lunisolárního kalendáře. V tento den se na základě údajů uvedených v kronice Nihonšoki slavilo založení Japonska legendárním císařem Džimmuem. Podle této kroniky nastoupil císař Džimmu na trůn prvního dne prvního měsíce. Nicméně neexistuje žádný přesvědčivý historický důkaz, o tom, že císař Džimmu skutečně existoval. Teprve 29. císař Kinmei (vládl 539–571) je první, k jehož období vlády dokáže současná historiografie přiřadit ověřitelná data, a je tedy nejstarším všeobecně přijímaným historickým vládcem Japonska.  Během období Kofun (250–538) bylo království Jamato první státním útvarem s centralizovanou vládou ve střední části ostrova Honšú Kinai. První historické záznamy v kronikách Kodžiki a Nihonšoki pocházejí až z 8. století.

### Období Meidži
V období Meidži určila císařská vláda tento den v souvislosti s modernizací, kterou přinášely reformy Meidži, za národní svátek, neboť za předchozího Tokugawského šogunátu lidé v Japonsku sice uctívali císaře jako žijící bohy, ale regionální loajalita, tedy oddanost k místním vládcům (daimjóům), jakož i oddanost k šógunovi – vojenskému vládci Japonska – byla přinejmenším stejně silná. Navíc šintoismus, který je původním japonským náboženstvím, má celou řadu božstev (kami) a až do reforem Meidži býval císař jen jedním z nich, a obvykle nikoli tím nejdůležitějším. V rámci procesu modernizace Japonska, který měl zajistit jen přijetí západních technologií a vědeckých poznatků, bylo třeba ochránit japonské hodnoty a společenskou soudržnost. A právě posilování kultu uctívání císaře mělo zajistit větší jednolitost japonské společnosti a současně větší ochotu japonských mužů sloužit v armádě.
Nový svátek měl sloužit k propagaci císařského kultu. Shodoval se rovněž s přechodem z lunisolárního kalendáře na západní gregoriánský kalendář v roce 1873. Svátek byl vyhlášen na lunární Nový rok, což se krylo s nástupem císaře Džimmua na trůn podle kroniky Nihonšoki. Původní datum gregoriánského kalendáře bylo 29. ledna 1873, ale ještě v tomtéž roce bylo změněno na 11. února, zřejmě aby se zabránilo jeho prolínání s oslavami lunárního Nového roku. V roce 1889 pak byla téhož dne vyhlášena nová ústava Japonského císařství známá jako Ústava Meidži.
Císař Meidži veřejně spojil svoji vládu s legendárním prvním císařem Džimmuem, a tedy s hlavním japonským božstvem, bohyní Slunce Amaterasu, jejímž prý byl Džimmu podle Kodžiki potomkem, a prohlásil se za jediného pravého vládce Japonska. Právě na předpokládaném příbuzenství s nejdůležitější šintoistickou bohyní Amaterasu bylo založeno tvrzení, že japonští císaři jsou bohové.  
Oslavy tohoto svátku zahrnovaly různé přehlídky, sportovní soutěže, veřejná čtení básní či rozdávání pamlsků dětem. Vyvrcholením bylo shromáždění, kde se prostí lidé poklonili portrétu císaře, po čemž následovaly společný zpěv národní hymny a vlastenecké projevy. Nicméně do venkovských oblastí se císařský kult šířil jen pomalu, až teprve kolem roku 1910 začal konečně po celém Japonsku sloužit svému účelu jako svátek sjednocující celý japonský národ v oddanosti k císaři.

### Poválečná změna
Vzhledem ke skutečnosti, že oslavy císařského kultu byly propojeny se státním šintoismem, což je nacionalistická verze šintoismu coby tradičního japonského domorodého náboženství, a posilovaly japonský militarismus, byl tento svátek po kapitulaci Japonska po 2. světové válce zrušen. V zákonné podobě k tomu došlo v roce 1948, kdy Japonsko přijalo nový zákon o národních svátcích. Dokonce i poté, co okupace Japonska v roce 1952 skončila, působily v Japonsku silné nálady proti oživení svátku vzhledem k jeho podpoře militaristických nálad. Silnou podporu však mělo i hnutí za jeho oživení, v němž mělo hlavní slovo Sdružení šintoistických svatyní, Džindža Hončó, jež v zemi dohlíží asi na 80 000 šintoistických svatyní.
V roce 1966 byl svátek obnoven jako Den vzniku Japonska. Tomuto aktu předcházelo ustavení desetičlenného poradního sboru ministerského předsedy Eisaku Satóa. Sedm z deseti členů sboru hlasovalo pro to, doporučit premiérovi znovuobnovení svátku. Současně byly zavedeny dva nové státní svátky: Den úcty ke stáří (15. září) a Den sportu (2. pondělí v říjnu). V průzkumu veřejného mínění ohledně nejvhodnějšího data pro Den vzniku Japonska, který roku 1966 provedl Úřad pro styk s veřejností úřadu předsedy vlády, dala téměř polovina z 8700 dotázaných, tj. 47,4 %, přednost 11. únoru. Druhou nejoblíbenější volbou byl 3. květen, Den japonské ústavy (výročí nové poválečné japonské ústavy z roku 1947), třetí pak 3. duben – výročí vyhlášení Charty o sedmnácti článcích v roce 604, jejímž autorem byl podle Nihonšoki pololegendární princ Šótoku.

## Současnost
V dnešní době má svátek především podporovat lásku k rodné zemi tím, že připomíná její založení. Japonský předseda vlády přednáší projevy a prohlášení o významu tohoto dne. Na rozdíl od předválečných oslav Dne vzniku Japonska jsou ty současné poměrně mírné. V šintoistických svatyních a buddhistických chrámech se konají různé slavnosti, neexistují však žádné vládou podporované obřady. Od roku 2020 se však koná takzvaná „Ústřední oslava Dne vzniku Japonska“, na níž jsou přítomni i členové diplomatického sboru. V Tokiu se 11. února každoročně pořádá slavnostní průvod ke Dni vzniku Japonska.